# Antena de baix guany

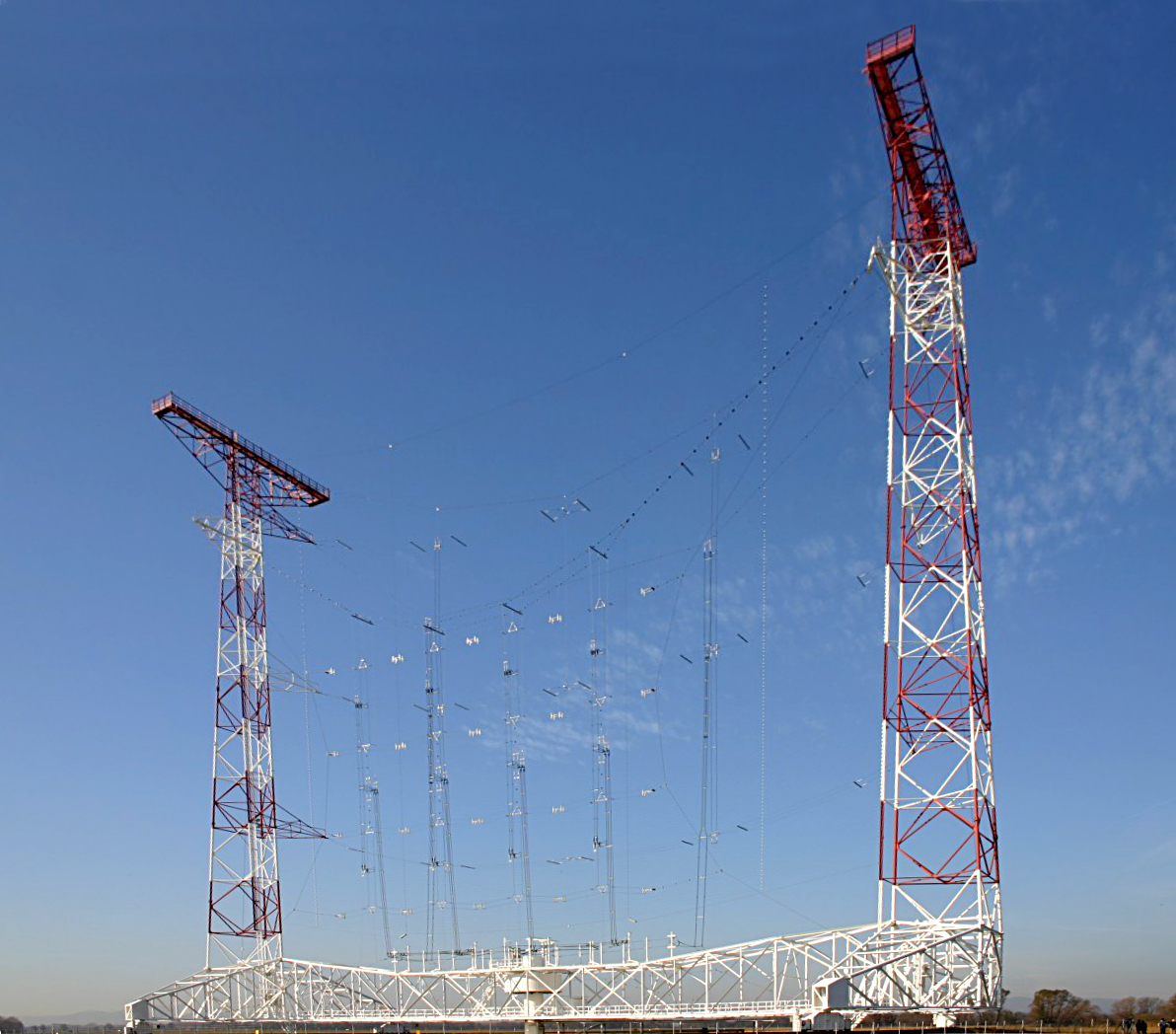
Antena d'ona curta a Àustria

Una antena de baix guany (low-gain antenna o LGA en anglès) és una antena amb un ampli feix d'ones de ràdio. Aquest feix molt ampli permet un senyal més fiable que s'utilitza millor en regions muntanyoses, on el senyal es propagarà raonablement bé sense importar el terreny. Les muntanyes es converteixen en l'equivalent de pedres en un rierol, envoltat per les ones que hi flueixen. Les antenes de baix guany sovint s'utilitzen en les naus espacials com un suport a l'antena d'alt guany, que transmet un feix molt més estret i, per tant, és susceptible a la pèrdua del senyal.